# بنجامين إف. بروس
بنجامين إف. بروس هو سياسي أمريكي، ولد في 1811، وتوفي في 20 ديسمبر 1888. نشط حزبياً في الحزب الجمهوري. وقد انتخب عضو جمعية ولاية نيويورك ‏.